# أمثلة متكيفة
[بحاجة لدقة أكثر]
التحسين التكيفي هو تقنية في علوم الحاسوب التي تقوم بإعادة تجميع ديناميكية لأجزاء من البرنامج، استناداً إلى ملف تعريف التنفيذ الحاليمع تنفيذ بسيط؛ على مستوى آخر، قد يستفيد التحسين التكيفي من ظروف البيانات المحلية من أجل تحسين الفروع واستخدام التوسع المتواصل لتقليل تكلفة إجراء المكالمات.

النظر في تطبيق مصرفي افتراضي يعالج المعاملات واحدا تلو الآخر. قد تكون هذه المعاملات الصكات والودائع، وعدد كبير من المعاملات أكثر غموضاً. عند تنفيذ البرنامج، قد تتكون البيانات الفعلية من تطهير عشرات الآلاف من الشيكات دون معالجة وديعة واحدة ودون معالجة صك واحد مع رقم الحساب الاحتيالي. وسيعمل محسن التكيف على تجميع شفرة التجميع لتحسين هذه الحالة الشائعة. إذا كان النظام ثم بدأ معالجة عشرات الآلاف من الودائع بدلاً من ذلك.